# ميرزا أبو بكر دوغلات

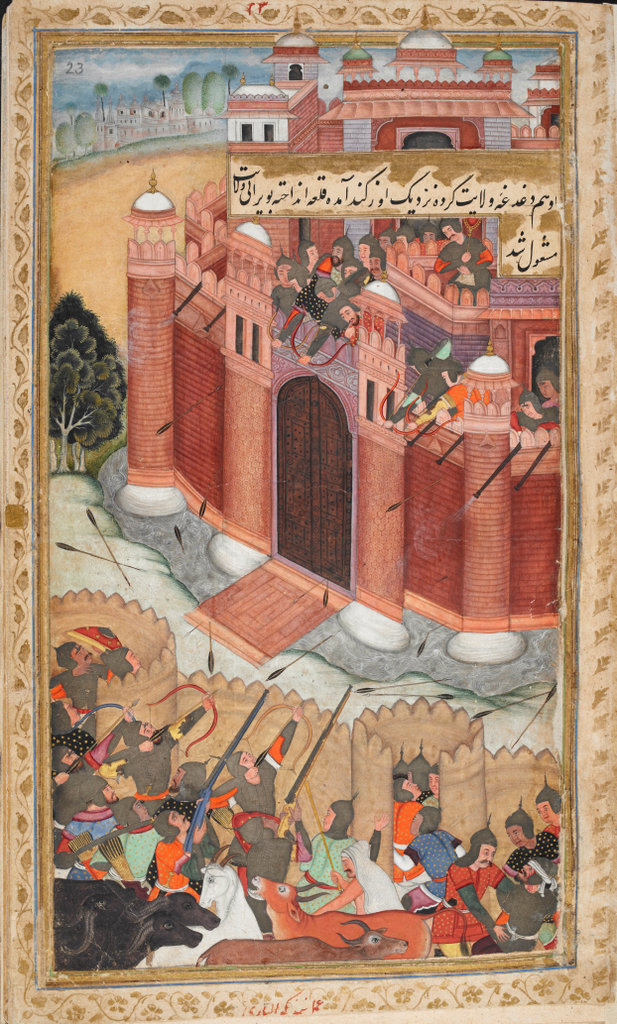
أبو بكر دوغلات في أحد المعارك سنة 1494.

ميرزا أبو بكر دوغلات (توفي بعد 1514) كان حاكم  شرق آسيا الوسطى، وأمير قبيلة دوغلات في منتصف القرن الخامس، في سنة 1465 أسس مملكة في غرب كاشغر في ياركند كجزء من مغولستان. وشملت المملكة مدينتي خوتان وكاشغر؛ حيث استطاع الاستيلاء على كاشغر في عام 1480. وهو ابن سانيز ميرزا ابن مير سيد علي أمير كاشغر الذي استطاع طرد التيموريون في عام 1435.
استطاع بنجاح صد هجمات يونس خان الذي ثار ضده في 1479-1480. بينما استطاع أحمد علاق بن يونس خان أخذ كاشغر منه في 1499، ولكن استطاع ميرزا أبو بكر استردادها، ثم أخذها منه سلطان سعيد خان في 1514، فترك ميرزا أبو بكر البلاد، وأعطى الحكم لابنه البكر جهانغير ميرزا، وهرب إلى لداخ.